# Jindřich Hukovský z Ochab
Jindřich Hukovský z Ochab († 1530) byl moravský a slezský šlechtic, rytíř, zemský úředník Opavského knížectví.
Byl synem Jana z Ochab a z Bartošovic a jeho ženy Hedviky z Bítova. Ke konci 15. století se oženil s Annou z Petřvaldu. V roce 1500 odprodal veškerý svůj majetek v Opavském knížectví, skládající se z panství Velká Polom, Jiříku Šípovi z Branice, ale již o 6 let později jej odkoupil zpět. V lednu 1507 se stal zemským sudím a roku 1511 pak zemským komorníkem Opavského knížectví. Brzy se dostal do sporů s okolními šlechtici, především nově příchozím Hynkem Bruntálským z Vrbna. Mocenský boj mezi šlechtici na Opavsku vyvrcholil rokem 1523, kdy byl Jindřich Hukovský odvolán z funkce zemského komorníka.